# 藤本義一"聞きすて御免"
『藤本義一"聞きすて御免"』（ふじもとぎいち ききすてごめん）は、1985年から2007年3月30日まで放送された、作家の藤本義一がパーソナリティを務めるラジオ番組。
最初の半年は『藤本義一の"男が切れ味・かくし味"』として放送されていた。
後継番組は『藤本義一"ここがおかしい"』（局により「義一のジャーナルJAPAN」とされているが、内容は同じ）。

## 概要
出演者は藤本ただ一人。日替わり、または週代わりのテーマに沿ったトークを、薀蓄たっぷりに展開した。テーマは社会、都市、歴史、民俗、風俗、食文化、その季節の話題など森羅万象に及び、藤本が贔屓する阪神タイガースの話もあった。かなり際どい話が飛び出すことも少なくなかった。
語り口は講演の様であり、落語の様でもあった。口癖は「えー今週はですね、……についてでありますがー」「……な訳で○○でありますなー」「……と、こういう風に考えるわけであります」。
番組の最初に藤本の一人しゃべりがあり、その後に主題歌が流れ、タイトルコールとなった。オープニングの長さがその日によって違っていた。

## テーマ曲
テーマ曲はラーセン＝フェイトン・バンドの「ファーザー・ノーティス」。この曲はアルバム（CD）にも収録されているが、番組内で使用していた音源はレコードである。

## ネット局
放送時間は全国各地で異なり、時間帯も流動的であった。

### 放送終了時のネット局
- 青森放送（RAB）17:45 - （『ほっとインフォメーション』に続き、ステーションブレイクなしで放送された。東北･北海道地区唯一のネット局だった）18時台で放送された時期あり
- 信越放送（SBC）16:40 -
- 北陸放送（MRO）10:30 -
- 福井放送（FBC）6:55 -
- 高知放送（RKC）6:30 -
- 宮崎放送（MRT）11:35 -
- 南日本放送（MBC）13:00 -

### その他
- 北海道放送（HBC） -　2001年、2002年の11:26 - に放送していた。
- 山梨放送（YBS） - 長年にわたり午前11時台にネットを行っていたが、2002年3月に自社製作ワイド番組放送開始に伴い打ち切り。
- 中部日本放送（CBC） - 6:30 - にネット。
- 和歌山放送（WBS） - かつてナイターオフにネットを行っていた。
- 山陽放送（RSK） - 1995年ごろに16:50、2005年9月30日まで17:56 - にネットを行っていた。
- 山口放送（KRY） - 11:55 - にネット。
- 四国放送（JRT） - ナイターオフの18:35 - にネット。
- 大分放送（OBS） - 16:00にネット、2003年11月～2004年3月のナイターオフに18:15 - に放送していた。
- 琉球放送（RBC）